# Čabraji (jezero)
Čabraji je malo umjetno jezero u Hrvatskoj. Nalazi se ispod Kalnika, 9 km sjeveroistočno od Križevaca. Dobilo je ime po naselju Čabraji. Površina iznosi 8 hektara.